# Ájtte
Ájtte, Svenskt fjäll- och samemuseum er et fondsejet kultur- og naturhistoriskt museum i Jokkmokk i Norrbottens län i det nordligste Sverige. 
Ájtte er specialiseret i fjeldverdens kultur og natur, og er hovedmuseum for den samiska kultur i Sverige. Det fungerer også som informationscentrum for fjeldturisme. Ájtte som begreb står for en slags forrådshytte på lulesamisk.
Ájtte åbnede første gang juni 1989 og har cirka 25 ansatte. Det drives af en fond, som blev dannet 1983 af den svenske stat, Norrbottens läns landsting, Jokkmokks kommune, Svenska Samernas Riksförbund og Same Ätnam. Ifølge finansieringsaftalen fra samme tid binder staten, landstinget og kommunen sig til at afsætte midler, som var resultatet af en vanddom ("Sjöfallsdomen"). Regeringen udpeger bestyrelsens formand og tre af dets medlemmer. Pengene fra staten, der udbetales af Vattenfall, udgør omkring halvdelen af museets driftsbudget.

## Jokkmokks fjeldhave
Ájtte har siden 1995 haft Jokkmokks fjeldhave, en fjeldbotanisk have ved Kvarnbäcken i Jokkmokk, hvor fjeldplanter fra forskellige habitater vokser. I haven findes også en af Axel Hambergs hundredårige forskerhytter fra Sarek.